# Museo de la Policia Militar del Estado de São Paulo
El Museo de la Policía Militar del Estado de São Paulo (MPM) es un museo responsable de la conservación, estudio y exposición del patrimonio material relativo a la historia y memoria de la Policía Militar del Estado de São Paulo (PMESP) y sus antecesoras. Fue fundado el 11 de agosto de 1958 como museo histórico y didáctico por el profesor Vinício Stein Campos y, desde 1976, depende de la Secretaría de Seguridad Pública del Estado de São Paulo. Está situado en el barrio de Bom Retiro, en la ciudad de São Paulo, en lo que fue la antigua sede del Hospital Militar de la Fuerza Pública, edificio proyectado por Ramos de Azevedo en 1896. 
El museo posee una colección de aproximadamente 10 000 piezas incluyendo colecciones de indumentaria, insignias, armas, medallas, mobiliario, vehículos y material de campaña así como un conjunto de objetos relacionados con la Revolución Constitucionalista de 1932. Mantiene una biblioteca con aproximadamente 8000 títulos y el Archivo Histórico del Museo de la Policía Militar, ambos disponibles para consulta de los interesados en general.